# Kapelle der Villa algérienne

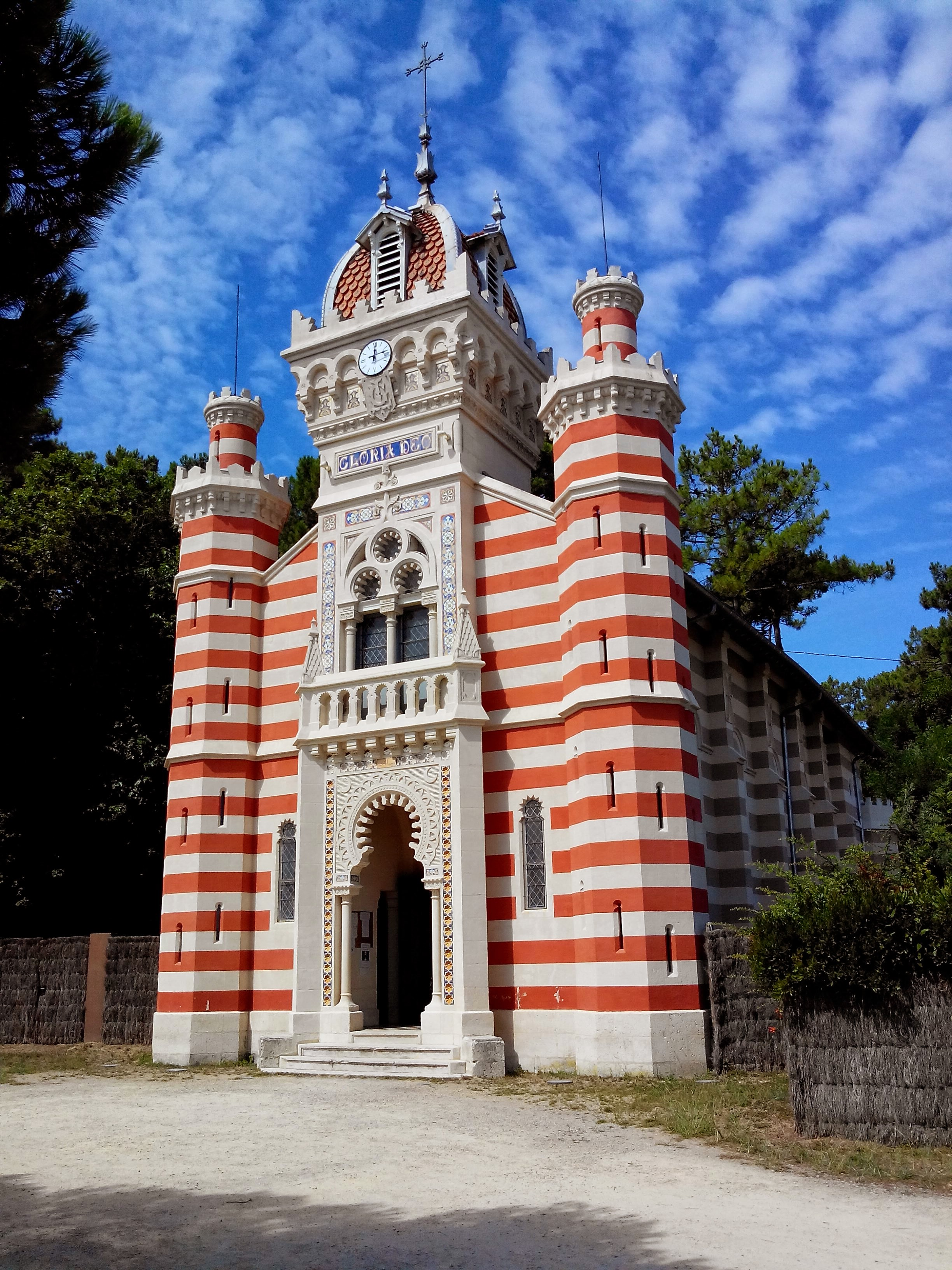
Kapelle der Villa algérienne

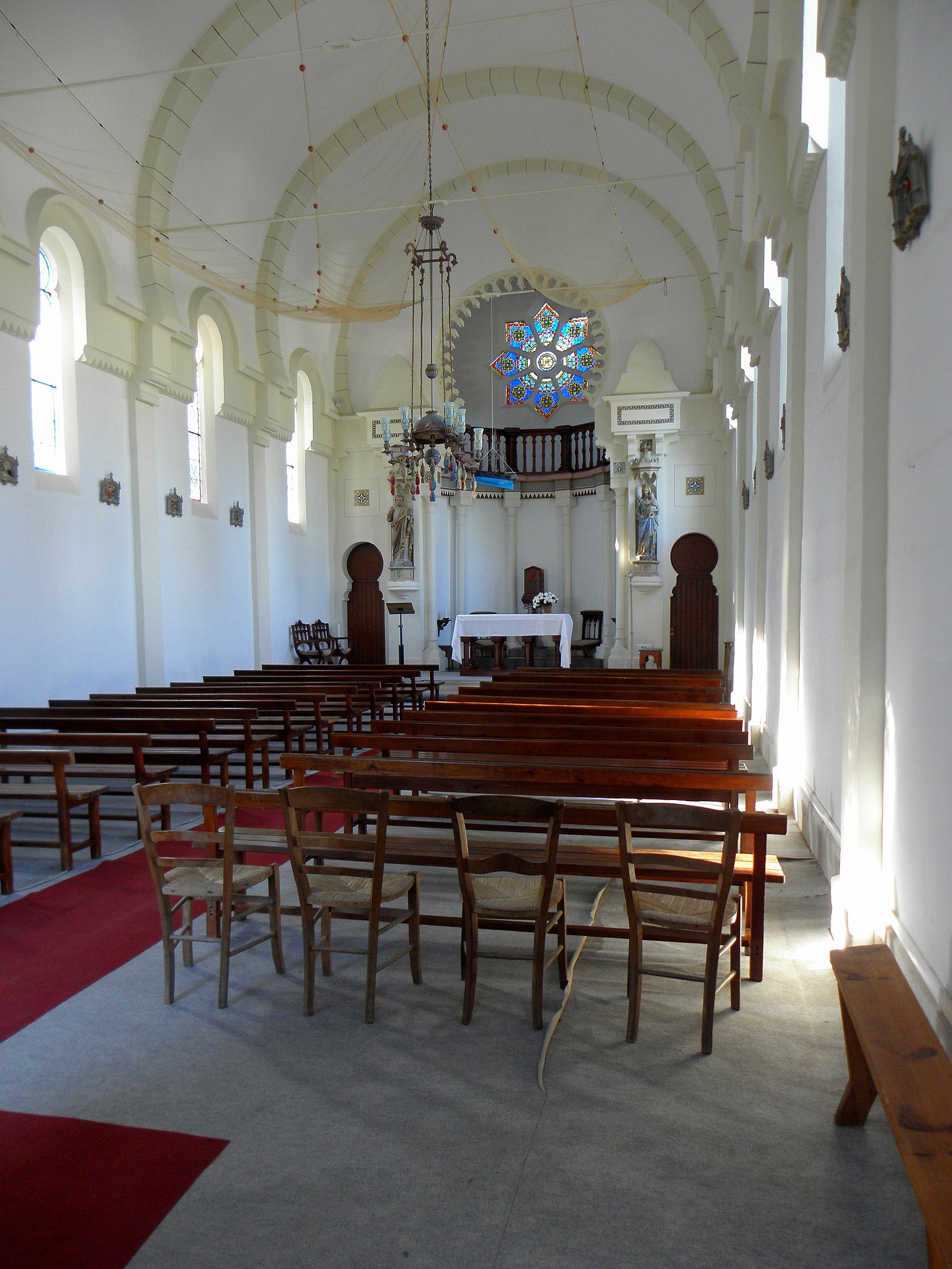
Innenansicht

Die Kapelle der Villa algérienne im Ortsteil L’Herbe von Lège-Cap-Ferret, einer französischen Gemeinde im Département Gironde in der Region Nouvelle-Aquitaine, wurde 1884/85 errichtet. Die Kapelle, die am  8. September 1885 geweiht wurde, ist seit 2008 als Monument historique klassifiziert.
Die Kapelle im orientalisierenden Stil wurde nach Plänen des Architekten Jean-Eugène Ormières (1823–1890) für den Unternehmer Léon Lesca († 1913) neben seiner Villa, die 1966 abgerissen wurde, erbaut. Die Privatkapelle diente seiner Familie und seinem Hauspersonal als Gotteshaus. Nach dem Tod von Léon Lesca schenkte die Familie die Kapelle dem Erzbistum Bordeaux.
Der maurische Stil wurde zu dieser Zeit in den Bäderorten der Region öfters verwendet, wie zum Beispiel beim Maurischen Casino in Arcachon. Die Kapelle ist reich geschmückt mit bunten Keramikfliesen und verzierten Hufeisenbögen.
Seit der umfassenden Renovierung 2010/11 finden wieder Gottesdienste in der Kapelle statt. In den Sommermonaten wird das Kirchengebäude auch für Konzerte genutzt.

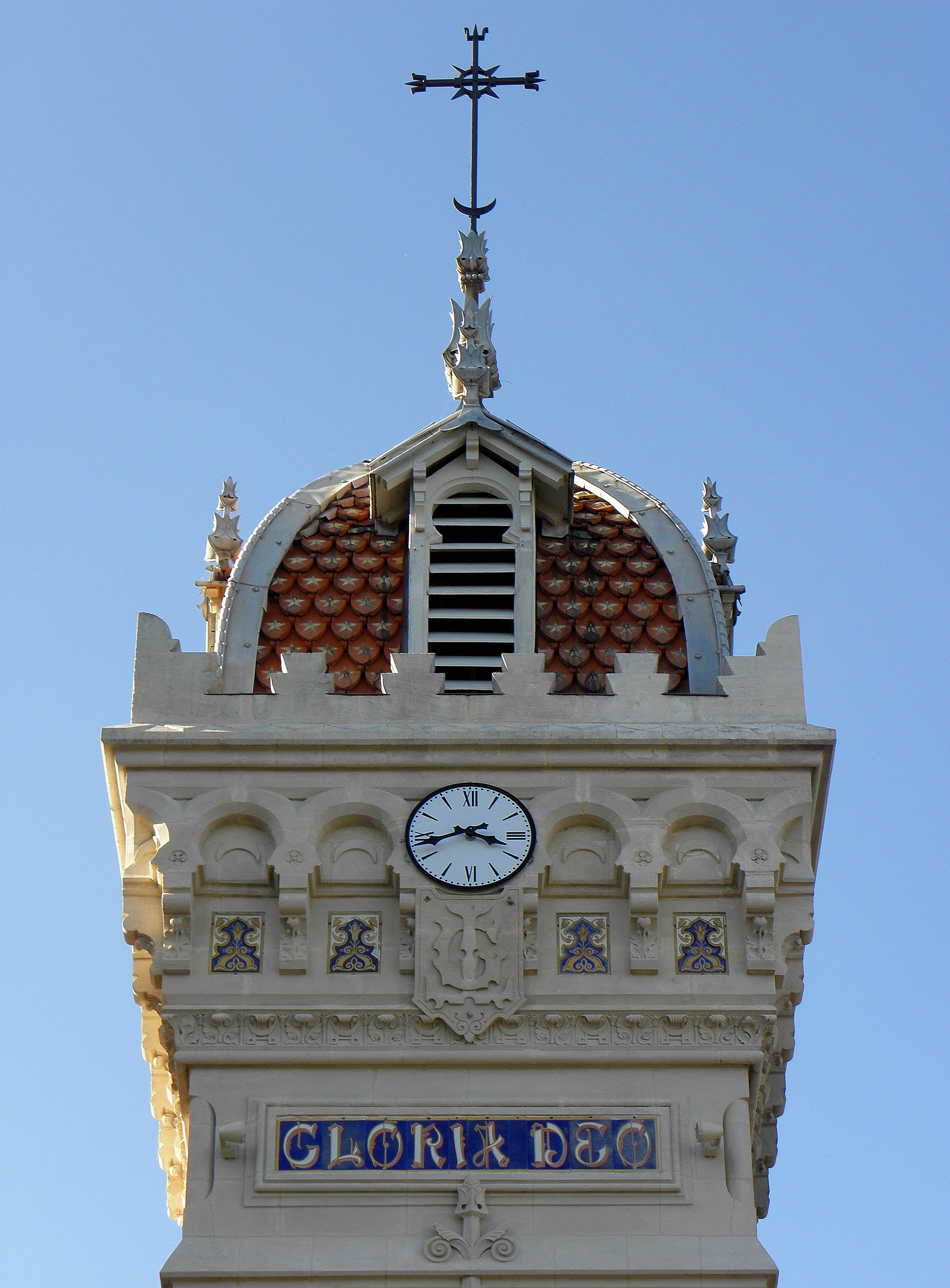
Turm mit Kreuz
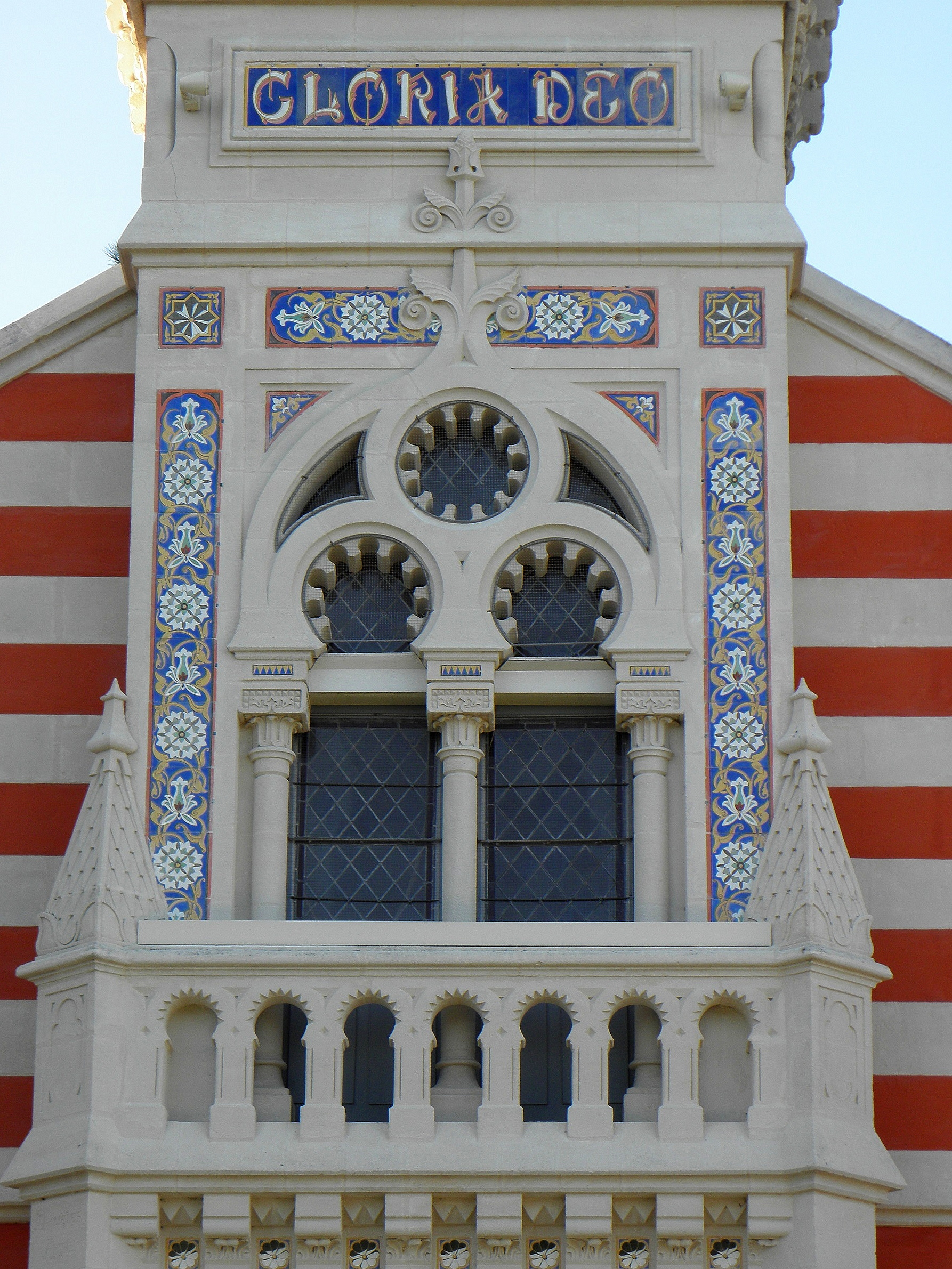
Fenster
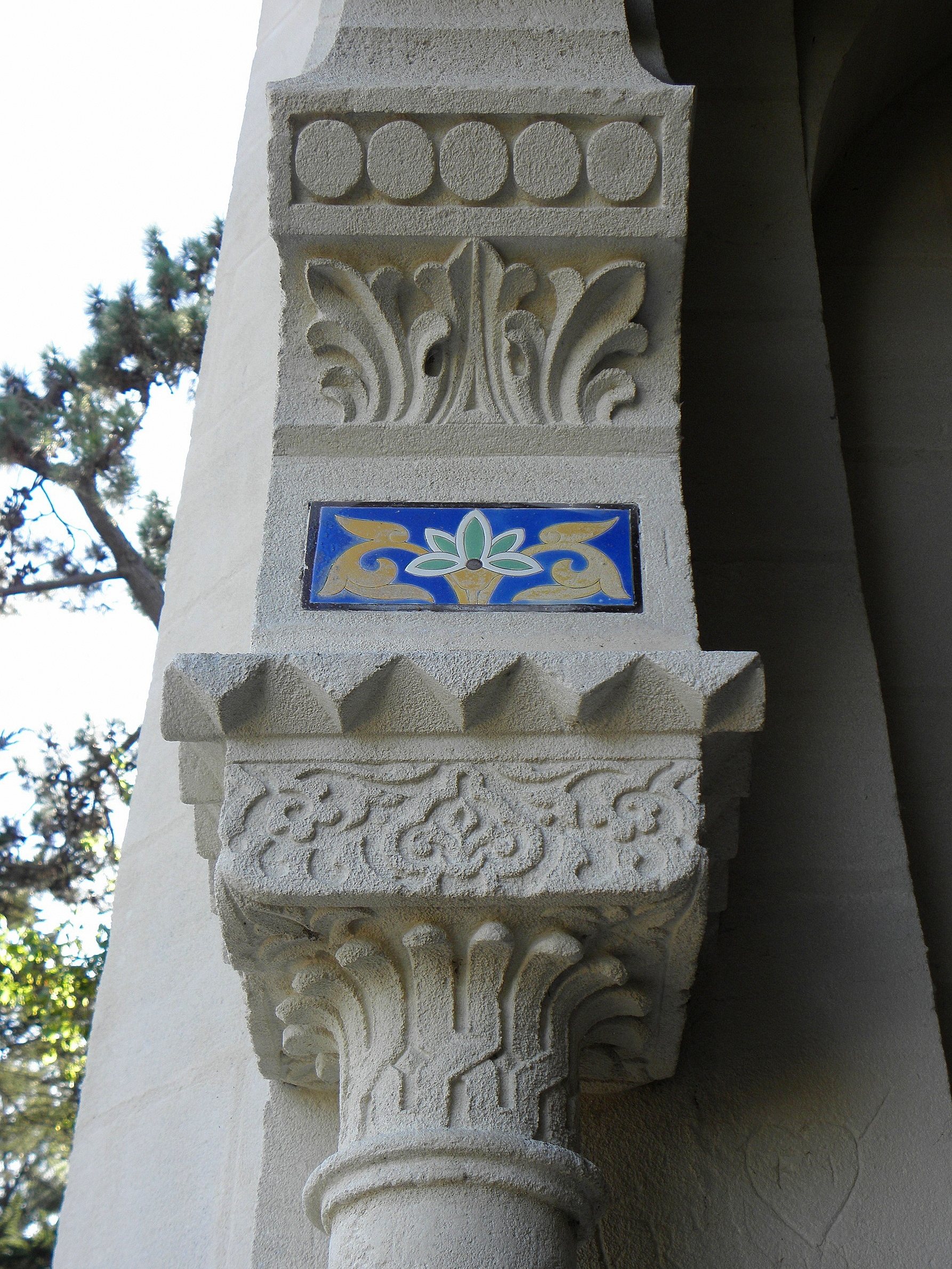
Säule mit Kapitell des Portals